# Campionato sudamericano di club 1984 (hockey su pista)
Il Campionato sudamericano 1984 è stata la 3ª edizione della massima competizione sudamericana di hockey su pista riservata alle squadre di club. Il torneo ha avuto luogo dal 15 al 17 marzo 1985 in Argentina a San Juan. Il titolo è stato conquistato dagli argentini dell'UV Trinidad per la prima volta nella loro storia classificandosi davanti ai connazionali e campioni uscenti del Concepción. L'UV Trinidad, grazie alla vittoria nella competizione, si qualificò per la Coppa Intercontinentale 1985.

## Squadre partecipanti
| Nazione   | Club                  | Città             | Qualificazione |
| --------- | --------------------- | ----------------- | -------------- |
| Argentina | Concepción            | Concepción        |                |
| Argentina | San Martín            | San Juan          |                |
| Argentina | UV Trinidad           | San Juan          |                |
| Brasile   | Clube Português       | Recife            |                |
| Brasile   | Internacional         | Porto Alegre      |                |
| Cile      | Deportivo Thomas Bata | Peñaflor          |                |
| Cile      | Universidad Católica  | Santiago del Cile |                |

## Risultati
|           | Partita                                      |       |
| --------- | -------------------------------------------- | ----- |
| 15-3-1985 | UV Trinidad - Clube Português                | 4 - 0 |
| 15-3-1985 | Internacional - Universidad Católica         | 4 - 4 |
| 16-3-1985 | Clube Português - Universidad Católica       | 4 - 4 |
| 16-3-1985 | UV Trinidad - Deportivo Thomas Bata          | 3 - 2 |
| 17-3-1985 | Concepción - Internacional                   | 4 - 6 |
| 17-3-1985 | San Martín - Deportivo Thomas Bata           | 4 - 3 |
| 17-3-1985 | Universidad Católica - San Martín            | 4 - 4 |
| 17-3-1985 | Internacional - UV Trinidad                  | 1 - 6 |
| 17-3-1985 | Clube Português - Concepción                 | 1 - 1 |
| 17-3-1985 | Clube Português - Internacional              | 2 - 6 |
| 17-3-1985 | Deportivo Thomas Bata - Universidad Católica | 9 - 2 |
|           |                                              |       |

|           | Partita                                 |       |
| --------- | --------------------------------------- | ----- |
| 17-3-1985 | San Martín - UV Trinidad                | 1 - 6 |
| 17-3-1985 | Deportivo Thomas Bata - Internacional   | 4 - 7 |
| 17-3-1985 | Concepción - UV Trinidad                | 2 - 2 |
| 17-3-1985 | Universidad Católica - Concepción       | 4 - 5 |
| 17-3-1985 | Internacional - San Martín              | 1 - 6 |
| 17-3-1985 | San Martín - Concepción                 | 2 - 3 |
| 17-3-1985 | Clube Português - Deportivo Thomas Bata | 6 - 3 |
| 17-3-1985 | Universidad Católica - UV Trinidad      | 1 - 2 |
| 17-3-1985 | Clube Português - San Martín            | 2 - 3 |
| 17-3-1985 | Concepción - Deportivo Thomas Bata      | 5 - 4 |
|           |                                         |       |

## Classifica finale
|  | Pos. | Squadra               | Pt | G | V | N | P | GF | GS | DR  |
|  | ---- | --------------------- | -- | - | - | - | - | -- | -- | --- |
|  | 1.   | UV Trinidad           | 11 | 6 | 5 | 1 | 0 | 23 | 7  | +16 |
|  | 2.   | Concepción            | 8  | 6 | 3 | 2 | 1 | 20 | 19 | +11 |
|  | 3.   | San Martín            | 7  | 6 | 3 | 1 | 2 | 20 | 19 | +11 |
|  | 4.   | Internacional         | 7  | 6 | 3 | 1 | 2 | 25 | 26 | -1  |
|  | 5.   | Clube Português       | 4  | 6 | 1 | 2 | 3 | 15 | 21 | -6  |
|  | 6.   | Universidad Católica  | 3  | 6 | 0 | 3 | 3 | 19 | 28 | -9  |
|  | 7.   | Deportivo Thomas Bata | 2  | 6 | 1 | 0 | 5 | 25 | 27 | -2  |

Legenda:
      Vincitore Campionato sudamericano.
Note:
Due punti a vittoria, uno a pareggio, zero a sconfitta.

## Campioni
| Campione del Sudamerica 1984 |
| ---------------------------- |
| UV Trinidad 1º titolo        |